# 9e régiment de chevau-légers lanciers
Das 9e régiment de chevau-légers lanciers, kurz auch nur: 9e régiment de chevau-légers oder 9e régiment de lanciers (dt.: 9. Leichtes Lanzenreiter-Regiment), war 1811 im Ersten Kaiserreich als Regiment leichter Kavallerie aufgestellt worden.

## Chronologie
- 18. Juli 1811: Per kaiserlichem Dekret erfolgte mit diesem Datum die Aufstellung von neun Regimentern Chevau-légers. Für die ersten sechs wurden Dragonerregimenter umgewandelt, das 7. und das 8. entstanden aus den beiden Ulanenregimentern der Légion de la Vistule („Weichsel-Legion“), und das 9. wurde aus dem erst Ende 1810 aufgestellten 30e chasseurs à cheval (30. Regiment Jäger zu Pferde) gebildet. Somit wurde das Regiment bereits nach nur sechs Monaten wieder umbenannt.[1]

- 12. Mai 1814: Mit der ersten Abdikation von Napoleon und der Rückkehr des Königs wurde das Regiment endgültig entlassen. Es erfolgte auch während der Herrschaft der Hundert Tage keine Wiederaufstellung mehr.

## Uniform
Zur Unterscheidung der einzelnen Regimenter wurden verschiedene Abzeichenfarben benutzt. Das 9. Regiment führte Zitronengelb als Abzeichenfarbe.
Es gibt verschiedentlich auch zeitgenössische Darstellungen einer blauen Uniform, was jedoch wenig wahrscheinlich ist, da das Regiment erst kurz vorher aufgestellt worden war. Wahrscheinlicher ist, dass, auch aus ökonomischen Gründen, die bis dahin erst kurz getragene grüne Uniform der Chasseurs à cheval beibehalten wurde.
Die Reiter trugen statt dem Helm „à la Minerve“ wie die Regimenter 1 bis 6 nach polnischem Muster eine hier so genannte Tschapka, an deren Frontseite sich ein weißmetallener Schild mit einem geprägten „N“ mit Krone befand. Die Tschapka war komplett in Schwarz gehalten. Zum Halt dienten weißmetallene Schuppenketten. Die Tschapka war am oberen linken Rand mit einer blau-weiß-roten Kokarde und darüber einem weißen Pompon ausgestattet und konnte auf dem Marsch mit einer schwarzen Wachstuchhülle bedeckt werden.
Die Kurtka war dunkelgrün mit weißen Knöpfen, Taschenpatten „à la Soubise“ und gelber Rabatte. Der Stehkragen war ebenfalls gelb. Dazu wurden weiße Epauletten mit weißen Fransen getragen. Die Schulterschnüre (Aiguillettes) und die Epauletten waren weiß. Die Dienstgrade der Mannschaften und Unteroffiziere wurden durch silberne Winkel angezeigt. Der Rock war mit einem Plastron in der Abzeichenfarbe ausgestattet, ebenso in dieser Farbe waren die Ärmelaufschläge nach polnischer Art, die Umrandung der Epauletten und der Taschenpatten gehalten. Die Schoßaufschläge zeigten ebenfalls die Waffenfarbe, auf ihnen war ein grüner, napoleonischer Adler aufgelegt. Die Elitekompanien trugen rote Epauletten.
Als Hose zum normalen Dienst und zur Parade wurde eine Stiefelhose nach ungarischem Schnitt getragen, die über den Seitennähten mit gelben Lampassen verziert war. Zur Felduniform wurde eine seitlich zu knöpfende Überhose mit Lederbesatz angelegt. Die Knopflochreihe befand sich auf einer grünen Lampasse. Die Hose reichte über die Stiefel bis zum Fuß.
Die Stiefel aus schwarzem Leder entsprachen in Form und Schnitt denen der Husaren. Der Leibgurt war mit einer Leibbinde überdeckt. Das Säbelgehänge bestand aus naturfarbenem Leder.
Über der linken Schulter wurde ein Bandelier aus weißem Leder mit einer schwarzen Kartusche getragen. Darüber lag ein ebenfalls weißer Ledergurt mit einem Haken, an dem der Karabiner eingehängt wurde. In der Kartusche konnten 18 Patronen aufbewahrt werden. Auf dem Deckel der Kartusche befand sich ein gekröntes „N“ aus Messing, die Elitekompanie führte stattdessen eine Granate.
Über den Sattel war eine dunkelgrüne Wolldecke gelegt, die an den Rändern mit einer roten Bordüre gesäumt war. Der Mantelsack hinter dem Sattel war ringförmig mit einer weißen Borte verziert und mit der Regimentsnummer versehen.

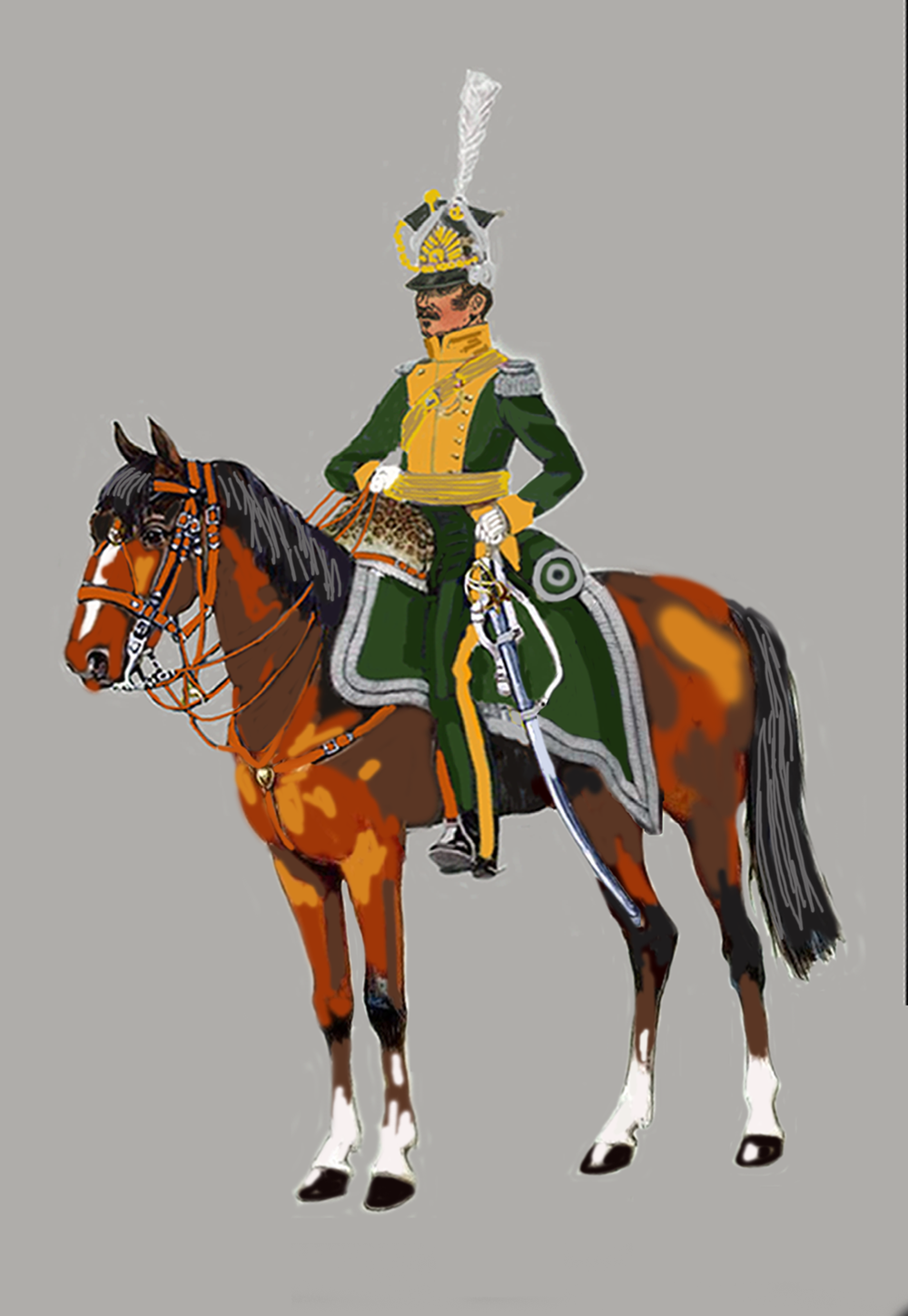
Offizier des Regiments in Paradeuniform

### Offiziere
Offiziersuniformen fielen durch reichhaltige Tressenverzierung auf. Bandelier und Leibgurt waren mit Goldlitzen verziert. Der Offizierswaffenrock erschien auch ohne Plastron. Offiziere führten auf der linken Seite der Tschapka einen weißen Federstutz, das Mützenschild war aus Messing. Die Hose war mit einer gelben Lampasse verziert. Die Satteldecke und der Mantelsack waren dunkelgrün mit einer doppelten silbernen Tresse um den Rand.
Für den kleinen Dienst gab es die:
- Stadtuniform (tenue de ville) mit:

dem etatmäßigen Rock mit Plastron, weißer Kniebundhose, weißen oder schwarzen Strümpfen, schwarzen Schnallenschuhen und einem schwarzen Zweispitz.
- Gesellschaftsuniform (tenue de société) mit:

dem etatmäßigen Rock ohne Plastron, weißer Kniebundhose, weißen Strümpfen, schwarzen Schnallenschuhen und einem schwarzen Zweispitz.

### Trompeter
Über die Uniform der Trompeter ist nichts bekannt.

## Bewaffnung
Die Chevau-légers waren mit der 2,76 Meter langen und 1,96 Kilogramm schweren Lanze, dem Säbel der leichten Kavallerie, einem Karabiner und einer Pistole bewaffnet. (So mit einer sperrigen Last überladen, war es den Reitern ein Anliegen, Lanze oder Karabiner alsbald zu „verlieren“, um sich so mehr Bewegungsfreiheit zu schaffen.) Die Lanzenflagge war gelb-weiß statt rot-weiß wie bei den anderen Regimentern.

## Regimentskommandanten
- 1811 bis Juli 1813: Colonel Martin Gobrecht
- Juli 1813 bis September 1813: Colonel Jan Maksymilian Fredro
- September 1813 bis Mai 1814: Colonel Gaspard Hug

### Offiziersverluste 1811 bis 1814
- Gefallen: 14
- An ihren Verwundungen verstorben: 1
- Verwundet: 54 (Colonel Fredo, verwundet am 30. August 1813 bei Kulm)

## Einsatzgeschichte
Das 9e régiment de chevau-légers lanciers zog 1812 mit in den Russlandfeldzug, wo es zum Observationskorps an der Elbe und zum 1. Reserve-Kavalleriekorps gehörte. Es kämpfte bei der Eroberung von Witebsk in der Schlacht bei Ostrowno, der Schlacht bei Borodino und der Schlacht an der Beresina.
Während des Feldzuges in Deutschland war das Regiment dem 1. Reserve-Kavalleriekorps unterstellt und kämpfte in der Schlacht bei Kulm und im Gefecht bei Möckern. Im 1814 folgenden Feldzug in Frankreich war es als Teil des 1. Kavalleriekorps nur noch in der Schlacht bei Vauchamps eingesetzt.

## Standarten
Das Regiment war mit zwei unterschiedlichen Standarten ausgestattet: dem Modell von 1804 und von 1812. Die Einheit führte den Aigle de drapeau des „30e régiment de chasseurs à cheval“ weiter. Ehrenvolle Erwähnungen als Inschriften auf der Rückseite der Standarte (Modell von 1812) waren nicht vorhanden.

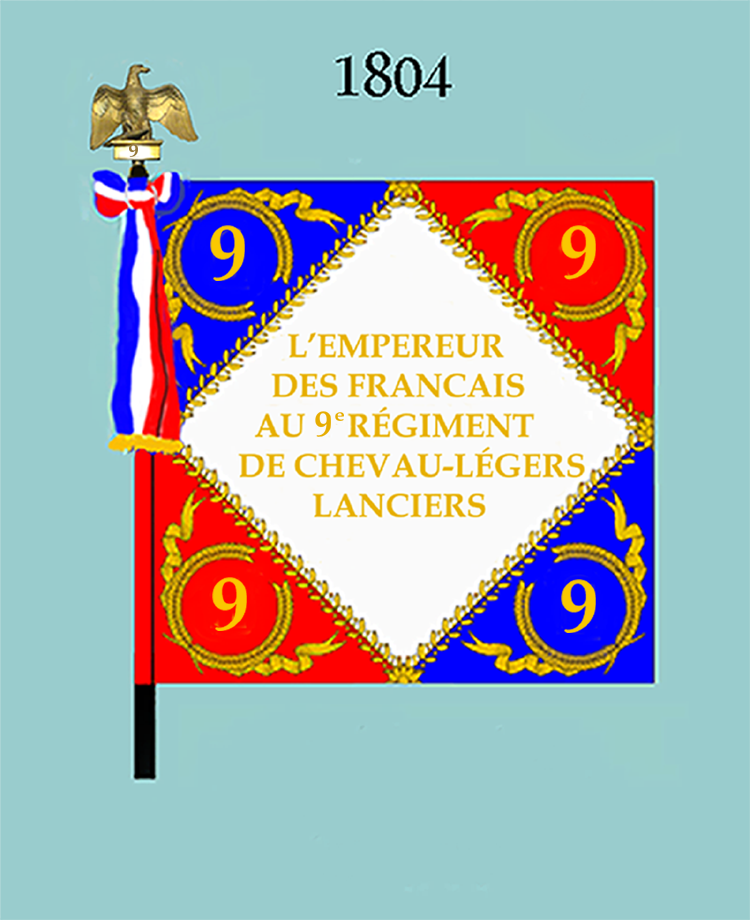
1804
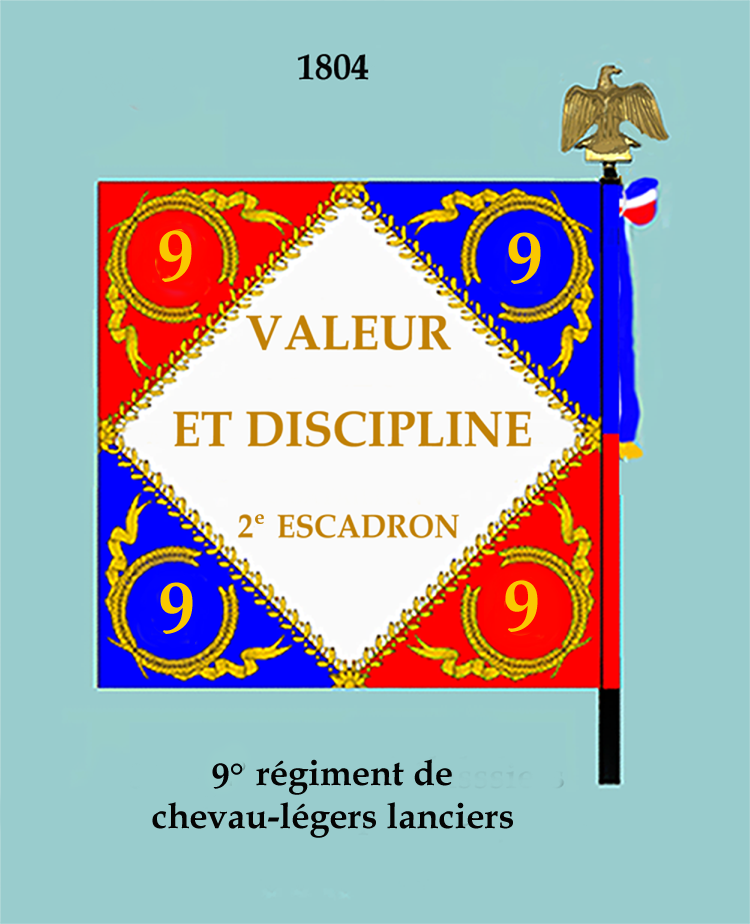
1804
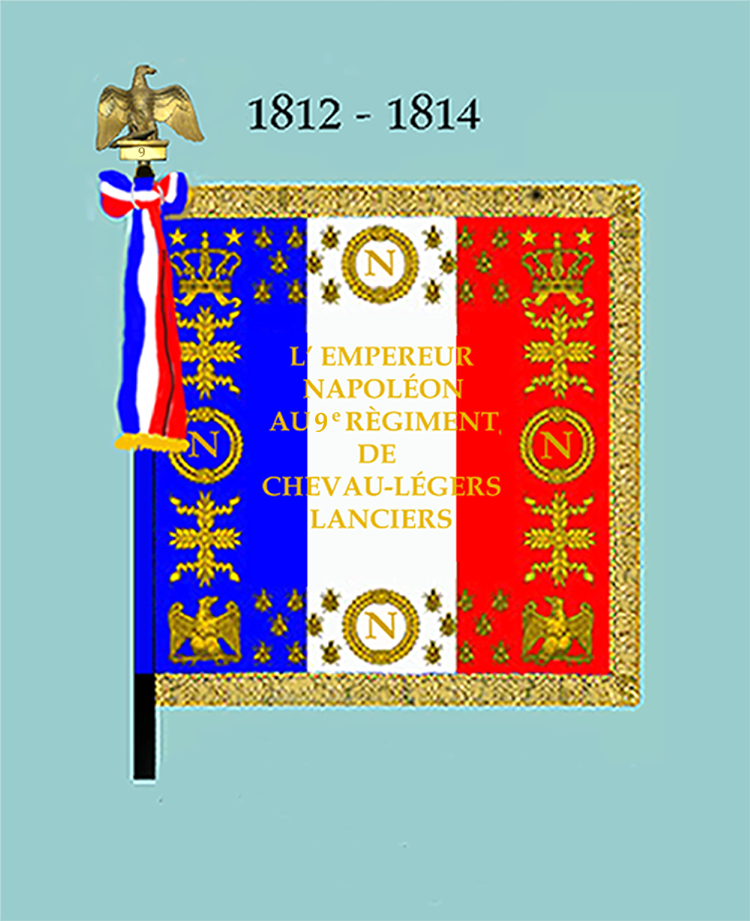
1812
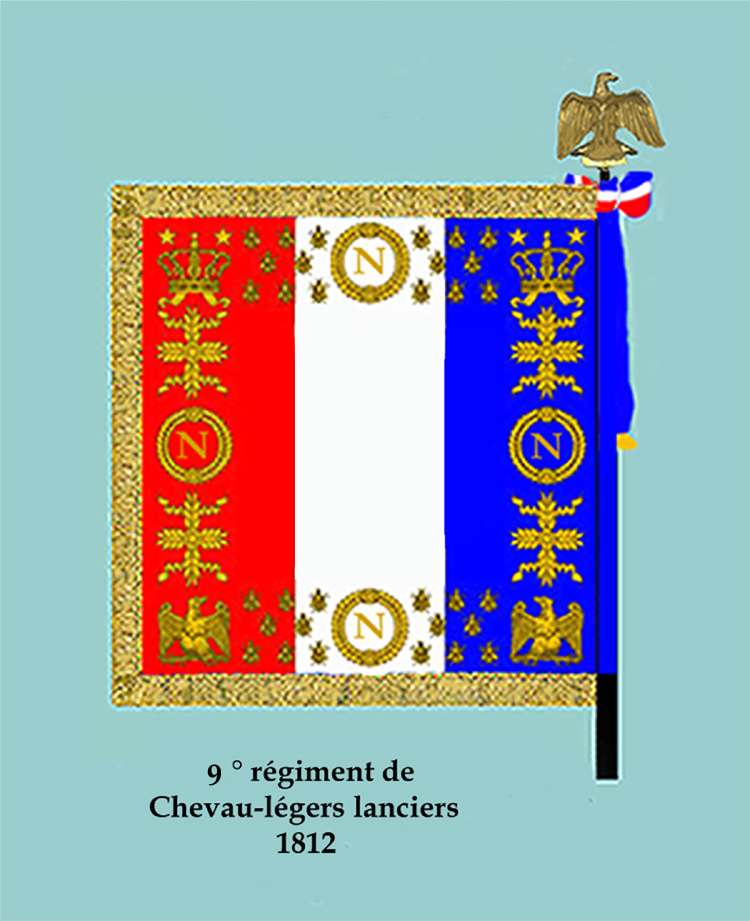
1812